# Kitsuju Ayabe
Kitsuju Ayabe (綾部 橘樹, Ayabe Kitsuju) (18 avril 1894 - 14 février 1980) est un général de l'armée impériale japonaise durant la Seconde Guerre mondiale.

## Biographie
Ayabe sort diplômé de la 27e promotion de l'école de cavalerie militaire en octobre 1917. Nommé sous-lieutenant, il est affecté dans le 12e régiment de cavalerie. Il sert durant l'intervention en Sibérie d'août 1918 à juillet 1919. Il entre ensuite à l'école militaire impériale du Japon en 1924 et est promu capitaine à sa sortie. Il sert à divers postes d'État-major et est envoyé en Pologne et en Union soviétique d'août 1927 à novembre 1930 en tant qu'attaché militaire. De retour au Japon, il est promu major puis lieutenant-colonel en 1934.
De 1935 à 1937, Ayabe sert comme chef de section des manœuvres de l'armée japonaise du Guandong, et de 1937 à 1939, comme chef de la 1re section (organisation et mobilisation) à l'État-major de l'armée impériale japonaise, étant toujours basé au Mandchoukouo au début de la seconde guerre sino-japonaise.
De 1939 à 1940, Ayabe est commandant du 25e régiment de cavalerie, basé en Chine, et est ensuite promu au poste de vice-chef d'État-major de la 3e armée en 1940. De 1940 à 1941, il est envoyé comme membre d'une mission de liaison militaire à Berlin et Rome pour coordonner les efforts entre le Japon et les autres puissances de l'Axe du pacte tripartite.
Par la suite, de juillet 1941 à 1942, Ayabe est vice-chef d'État-major de l'armée du Guandong puis devient chef d'État-major de la 1re armée régionale en juillet 1942.
Promu lieutenant-général en octobre 1943, Ayabe est affecté au groupe d'armées expéditionnaire japonais du Sud comme vice-chef d'État-major et est basé à Singapour. Le groupe d'armées du Sud est transformé en 7e armée régionale en 1944 et Ayabe en est nommé chef d'État-major. Cependant, il est gravement blessé lors d'un accident d'avion en février 1944 et est affecté à Tokyo pendant le reste de la guerre.
Ayabe se retire du service militaire actif lors de la dissolution de l'armée impériale japonaise à la fin de la Seconde Guerre mondiale. De 1955 à 1970, il travaille comme conseiller des industries lourdes Mitsubishi.